# Begonia vandewateri
Espèce
Begonia vandewateri est une espèce de plantes de la famille des Begoniaceae.
Elle a été décrite en 1916 par Henry Nicholas Ridley (1855-1956).